# 大河原邦男

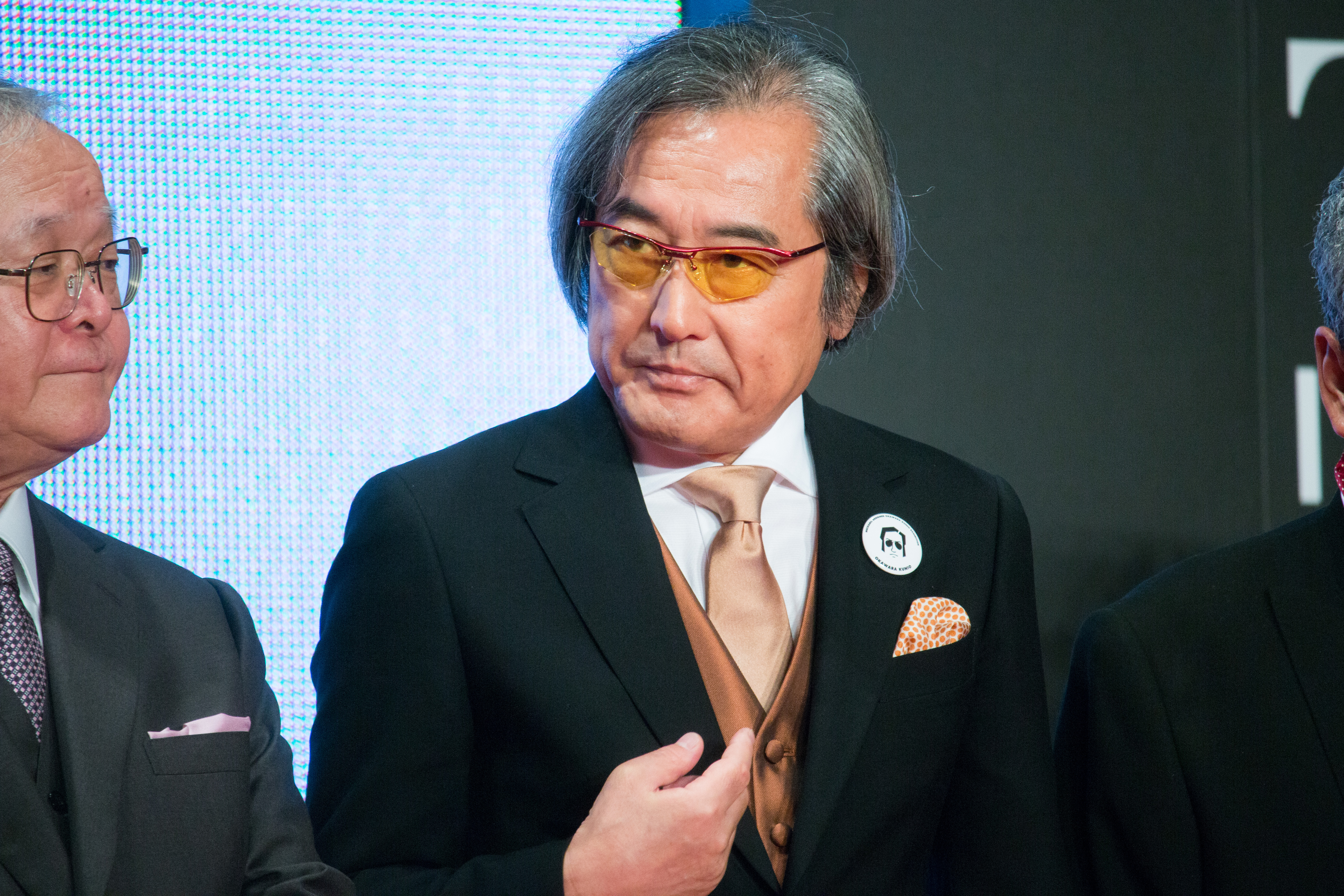
攝於第28屆東京國際電影節（2015年）

大河原邦男（日语：／ Ōkawara Kunio，1947年12月26日—）是日本動畫業界最初的專職機械設定師。以設計機動戰士鋼彈系列當中的機動戰士而聞名。居住於東京都稻城市，以自宅為工作室。

## 簡歷
大河原畢業於東京造形大學材質設計科，曾經做過服裝設計師。其後加入龍之子製作公司美術部門負責背景作畫，受部長中村光毅的推薦而擔當《科學小飛俠》的敵方機械設定。在《太空小五義》（ゴワッパー5ゴーダム）片中，初次擔任主要機械的設計工作。經過《时间飞船》系列的工作之後，於1978年獨立成為自由造型師，並開始為日昇的機器人動畫如《無敵鋼人泰坦3》、《GUNDAM系列作品》以及《勇者系列》等擔任機械設計工作。由於GUNDAM系列所帶起的風潮，使得大河原也開始聲名大噪，也使得一般動畫迷廣泛的認知「機械設定」這樣的工作。自GUNDAM以後的Sunrise系機器人動畫，也多有大河原的參與。

## 作品年表
（諸多作品名稱等待翻譯）
- 1972年 - 科學小飛俠
以大河原邦男本人為藍本的機械開發者小河原博士曾經在本作中登場。
- 1974年 - 旋風俠（破裏拳ポリマー）
- 1975年 - 宇宙騎士
- 1976年 - 太空小五義（ゴワッパー5 ゴーダム）、幻影時光（タイムボカン）、無敵飛天俠（ブロッカー軍団IV マシーンブラスター）
- 1977年 - 正義雙俠（ヤッターマン）、 合身戰隊美甘達（合身戦隊メカンダーロボ）、超合體魔術機械（超合体魔術ロボ ギンガイザー）、萬能賽車飛龍號（とびだせ!マシーン飛竜）、激走!ルーベンカイザー
- 1978年 - 無敵鋼人泰坦3、宇宙魔神（宇宙魔神ダイケンゴー）、神勇飛鷹俠2（科学忍者隊ガッチャマンII）
- 1979年 - 機動戰士GUNDAM、Z超人（ゼンダマン）、宇宙超人（ザ・ウルトラマン）、太空飛鷹俠（科学忍者隊ガッチャマンF）
- 1980年 - 無敵機器人 托萊達G7（無敵ロボトライダーG7）、タイムパトロール隊オタスケマン、無比敵（とんでも戦士ムテキング）
- 1981年 - 太陽之牙、ヤットデタマン、最強大王者（最強ロボ ダイオージャ）、大雄的宇宙開拓史、海底大戰爭
- 1982年 - 戰鬥裝甲（戦闘メカザブングル）、逆転イッパツマン
- 1983年 - 裝甲騎兵、銀河漂流、未來警察
- 1984年 - 機甲界、超力ロボ ガラット
- 1985年 - 蒼藍流星（蒼き流星SPTレイズナー）、機動戰士Z GUNDAM（高達MK-II、重高達、重高達MK-II等）
- 1986年 - 機動戰士GUNDAM ZZ（デザイン協力）
- 1987年 - 機甲戰記
- 1988年 - 機甲獵兵
- 1989年 - 魔動王、机动战士Gundam 0080:口袋里的战争（MS原案）
- 1990年 - 勇者凱撒、機甲武士劍)(からくり剣豪伝ムサシロード)
- 1991年 - 太陽勇者、機動戰士GUNDAM F91、機動戦士ガンダム0083 STARDUST MEMORY（MS原案）
- 1992年 - 勇者傳說
- 1993年 - 勇者特急隊、機動戰士V GUNDAM、疾風無敵銀堡壘（疾風!アイアンリーガー）
- 1994年 - 勇者警察、机动武斗传G GUNDAM(撲克聯盟成員)
- 1995年 - 黃金勇者、新機動戰記GUNDAM W
- 1996年 - 機動戰士GUNDAM 第08MS小隊、勇者指令、機動新世紀GUNDAM X
- 1997年 - 新機動戰記GUNDAM W Endless Waltz、勇者王
- 1999年 - ∀GUNDAM、進化戰記（ベターマン）
- 2000年 - 勇者王GAOGAIGAR FINAL、怪盗きらめきマン
- 2002年 - 超重神、機動戰士GUNDAM SEED
- 2004年 - 機動戰士GUNDAM SEED DESTINY
- 2005年 - 機動戰士Z GUNDAM 星之繼承者
- 2006年 - 機動戰士GUNDAM SEED C.E.73 STARGAZER
- 2007年 - 機動戰士GUNDAM 00(O GUNDAM、GNMA-XCVII Alvatore設計)
- 2008年 - 機動戰士GUNDAM 00（第二季）(O GUNDAM實戰配備型、Reborn Gundam設計<Reborns gundam的設計者是海老川兼武)
- 2014年 - 宇宙浪子(スペース☆ダンディ)

## 其他
曾經在1981年NHK兒童節目當中受訪時透露「GUNDAM的初期設定是有嘴巴的」